# Los cuatro generales
Los cuatro generales ist ein populäres Lied aus dem spanischen Bürgerkrieg, das auch unter dem Titel Mamita mía oder Coplas por la defensa de Madrid verbreitet ist.

## Geschichte
Das Lied wird auf eine Melodie gesungen, die ursprünglich die Verse Los Cuatro Muleros von Federico García Lorca begleitete. Das Lied beschreibt die Widerstände gegen die Putschisten und Generäle Francisco Franco, Emilio Mola, José Sanjurjo und Gonzalo Queipo de Llano. Textlich sind unterschiedliche Varianten des Liedes verbreitet, die entweder die Putschisten namentlich erwähnen oder selbige nur als quatros generales oder los Franceses und los milicianos benennen.

## Deutsche Version
Die deutsche Übersetzung bzw. Variation des Textes unter dem Titel Die Herren Generale (1936) stammt von Ernst Busch, der 1937 nach Spanien ging, um sich den Internationalen Brigaden im Kampf gegen die Putschisten anzuschließen. Sie enthält einen Seitenhieb auf die von Hitler entsandte Legion Condor, die Franco unterstützen sollte:
Und die Faschisten-Staaten
schickten auch prompt Soldaten
mit Bomben und Granaten
¡ Mamita mia !
zu blut’gen Taten.
Das Lied erreichte während der 1970er und 1980er Jahre große Bekanntheit unter politischen Aktivisten in der Bundesrepublik und wurde unter anderem von dem Liedermacher Hannes Wader sowie den Schmetterlingen auf ihrer Langspielplatte Proletenpassion neu aufgenommen.